# نرخ سوخت‌وساز پایه

آزمایش اندازه‌گیری سطح سوخت‌وساز پایه (dilution technique)

نرخ سوخت‌وساز پایه یا نرخ متابولیک پایه یا میزان سوخت‌وساز پایه (به انگلیسی: Basal Metabolic Rate) آهنگ سوخت‌وساز پایه بدن است که به اختصار (BMR) خوانده می‌شود. میزان انرژی مصرف شده در این حالت، فقط برای عملکرد اندام‌های حیاتی است مانند گردش خون، تنفس، رشد سلولی، تنظیم دمای بدن، عملکرد مغز و دستگاه عصبی، انقباض ماهیچه‌ها. میزان سوخت‌وساز پایه شامل ۶۰ تا ۷۵ درصد از کل انرژی روزانه فرد می‌شود.
نرخ سوخت‌وساز پایه تقریباً نزدیک به میزان سوخت‌وساز بدن در حال استراحت (RMR) است.